# へたれ
へたれ（ヘタレ）は、弱った物、臆病な様子や情けない性格をした人物を指す俗語。意図した規格に合わない物や製品。

## 概要
俗に、規格からそれてしまった物として接頭語に使用されることが多い。また、刃物など鋭さを無くした場合などにも用いられる。
気力、根性がないこと、実力がなく情けないこと、またはそのような人をさす場合も多い。
この他、人を指す意味での類義語に「へちょい」、「へなちょこ」、「へっぽこ」、「屁たれ」などがある。

## 一般的な用法
特に関西では「あぁ〜」、「えぇ〜」、「もぉ〜」などと、ことあるごとに声（愚痴にもなっていない短い言葉・泣き言）を漏らす人を指して「へたれ」（屁垂れ）と呼ぶ。口から屁を垂れ流しているようなさまからこう呼ばれるようになった。しかし、この「へたれ」という言葉が全国に広まるにつれ、へたった物のようなイメージも付き、すぐに泣き言を漏らす人だけでなく、弱々しい人全般に使われる傾向にある。
いざというときに踏ん張れず、弱気になったりすぐ諦めてしまう人などに対し、「意気地なし」「臆病者」などと似たニュアンスで用いられることも多い。からかいや悪口としても用いられる。

## 芸能

### 落語
大阪では、落語家のうち、高座には上がらないが、下座の鳴物を受け持つことを日常としている者。関西の落語界には前座制度はなく、入門時より一人前の落語家として扱われる。下座鳴物は東京では前座が受け持つので、関西では下座音楽担当者が不足してしまうように見えるが、そうではない。不幸にして「落語家としてキャリアがあるが、仕事に恵まれない人」が存在し、彼らを寄席に呼び、落語はやらせないが下座音楽を演奏させる。彼らこそ「へたれ」である。キャリアが浅い、修行中の者がへたれになるのは肯定される（寄席に入って修行ができる。東京の前座修行と同じ）が、キャリアのいったへたれは悲惨である。

### お笑い
一人前でない芸人を指す楽屋言葉。「屁垂れ」と書く。